# Алесандро д'Авения
Алесандро д'Авения (на италиански: Alessandro D'Avenia) е италиански преподавател, сценарист и писател на бестселъри в жанра любовен роман.

## Биография и творчество
Алесандро д'Авения е роден на 2 май 1977 г. в Палермо, Италия, в семейството на Джузепе и Рита д'Авения. Той е трето от общо шестте деца в семейството. Учи в гимназия „Виторио Емануел ІІ“.
През 1995 г. отива в Рим, за да следва класическа филология в университета „Ла Сапиенца“. Завършва през 2000 г. със специалност класическа литература. През 2004 г. получава докторска степен по старогръцка литература – антропология на древния свят в Университета на Сиена, с дисертация на тема сирените в творчеството на Омир и връзката им с музите в древния свят. Докато подготвя и защитава докторската си степен, преподава в продължение на три години в средно училище. След дипломирането си в продължение на 2 години преподава гръцки и латински език в гимназия. Там основава аматьорска театрална трупа и прави кратък филм.
Преследвайки мечтата си да бъде писател, през 2006 г. се премества в Милано, където следва в Католическия университет на Светото сърце, за да завърши с магистърска степен по кинодраматургия, като път към писателското си поприще. След дипломирането си работи като сценарист, като пише няколко епизода на телевизионни сериали за „Дисни Италия“ и печели награда за написване на сценарий за комедия. Започва да преподава творческо писане в гимназия в Милано и едновременно с работата си на учител пише роман.
Дебютният му роман, „Бяла като мляко, червена като кръв“, е издаден през 2010 г. и бързо се превръща в международен бестселър, достигайки през 2013 г. над 1 милион екземпляра на 20 езика по света. През 2013 г. романът е екранизиран по негов сценарий във филма „Bianca come il latte, rossa come il sangue“ с участието на Лука Аржентеро, Чечилия Дази и Еуженио Франческини.
Следващият му роман, „Перла в мидата“, издаден през 2011 г., също става бестселър и е преведен на 10 езика.
Паралелно с работата на писател той сътрудничи и като публицист на някои италиански вестници – „Авенире“, „Стампа“, „Кориере дела Сера“, „Република Палермо“, и др.
На 6 декември 2012 г. е удостоен с Международната награда „Отец Пино Пулизи“ за работата си за подпомагане на младите хора.

### Романи
- Bianca come il latte, rossa come il sangue, 2010, ISBN 978-88-045-9518-2
Бяла като мляко, червена като кръв, изд.: ИК „Обсидиан“, София (2010), прев. Любомир Николов – Нарви
- Cose che nessuno sa, 2011, ISBN 978-88-046-0916-2
Перла в мидата, изд.: ИК „Обсидиан“, София (2012), прев. Любомир Николов
- Ciò che inferno non è, 2014, ISBN 978-88-046-4712-6
- L'appello, 2020, ISBN 978-88-047-3424-6

### Документалистика
- L'arte di essere fragili. Come Leopardi può salvarti la vita, 2016, ISBN 978-88-046-6579-3
- Ogni storia è una storia d’amore, 2017, ISBN 978-88-046-8157-1

## Екранизации
- 2013 Bianca come il latte, rossa come il sangue